# Fultjärnen, Lappland
Fultjärnen är en sjö i Malå kommun i Lappland och ingår i Umeälvens huvudavrinningsområde.